# 427-й истребительный авиационный полк
427-й истребительный авиационный полк — воинское подразделение Вооружённых сил СССР в Великой Отечественной войне.

## История
Формировался в Пензенской области в октябре 1941 года.
В составе действующей армии с 29.10.1941 по 22.03.1942, с 13.06.1942 по 11.07.1942, с 15.10.1942 по 19.03.1943 и с 08.05.1943 по 02.07.1944 года.
На вооружении полка в момент формирования состояли истребители Як-1.
В конце октября 1941 года начал перебазироваться на фронт, 03.11.1941 15 самолётов из состава полка сосредоточились на прифронтовом аэродроме в 50 километрах северо-восточнее Тихвина. Наземное обслуживание полка осуществлял 55-й батальон аэродромного обеспечения.
С 10.11.1941 года участвует в Тихвинской наступательной операции. С 04 по 22.11.1941 полком было совершено 167 успешных боевых вылетов на сопровождение бомбардировщиков Пе-2 (вероятнее всего 31-го бомбардировочного авиаполка), прикрытие наземные войск и аэродромов, разведку и штурмовку скоплений войск противника.
01.12.1942 года шестью самолётами осуществил штурмовку вражеской колонны из 150 машин на дороге Липная Гора — Рогуй, уничтожил около 20 машин. 13.12.1942 пятью самолётами в районе Крапивно, Марков, Остров штурмовал вражескую колонну из около 200 машин, было сожжено и разбито 45 автомашин, уничтожено большое количество солдат и офицеров противника. Вёл разведку и бои в указанном районе до 30.12.1941 года. После этого до марта 1942 года осуществлял воздушное прикрытие войск 7-й армии на Свирском оборонительном рубеже.
22.03.1942 года выведен в тыл на переформирование в г. Кузнецк, в 13-й запасной авиационный полк, получил самолёты Як-7
В июне 1942 года направлен на Юго-Западный фронт где вёл боевые действия на полтавском, купянском и валуйско-россошанском направлениях, понёс большие потери, вновь выведен в тыл на переформирование в город Кузнецк, в 13-й запасной авиационный полк.
С октября 1942 года по март 1943 находился в полосе действия Калининского фронта, с 24.10.1942 года по 10.01.1943 года полк произвёл 735 самолёто-вылетов. Так, в частности, 29.10.1942 года прикрывает пятёрку Ил-2 800-го шап, вылетевшего на штурмовку эшелонов на станциях Дурово и Никитинка. В декабре 1942 года ведёт боевые действия в районе Демянска. В марте 1943 отведён на пополнение в 13-й запасной авиационный полк, получил самолёты Як-9.
Участвовал в Курской битве, в Белгородско-Харьковской наступательной операции. Перед началом последней базировался на аэродроме Сокольники. Из состава лучших лётчиков полка была сформирована специальная группа из 12 истребителей под кодовым названием группа «Меч» под командованием майора М. И. Зотова, созданная для наращивания сил в наиболее сложные периоды воздушных боёв. Эта группа постоянно дежурила на аэродроме, не участвуя в плановой работе полка, поднималась в воздух по особому заданию, практиковала метод свободной охоты.
В начале октября 1943 года переброшен в Пятихатку.
В дальнейшем повторил боевой путь 5-й воздушной армии, которая в свою очередь повторила путь 2-го Украинского фронта.
В январе 1944 года над Кировоградом вёл бои с JG52.
Приказом НКО СССР No. 0178 от 02.07.1944 года полк переформирован в 151-й гвардейский истребительный авиационный полк и вооружён самолётами Як-3.
Это один из истребительных полков ВВС СССР, у которого коки винтов и нос самолётов окрашивались в красный цвет.

## Подчинение
| Дата            | Фронт (округ)                               | Армия               | Корпус                                | Дивизия                                             | Примечания |
| --------------- | ------------------------------------------- | ------------------- | ------------------------------------- | --------------------------------------------------- | ---------- |
| 01.11.1941 года | -                                           | 7-я отдельная армия | -                                     | 55-я смешанная авиационная дивизия                  | -          |
| 01.12.1941 года | -                                           | 7-я отдельная армия | -                                     | 55-я смешанная авиационная дивизия                  | -          |
| 01.01.1942 года | -                                           | 7-я отдельная армия | -                                     | 55-я смешанная авиационная дивизия                  | -          |
| 01.02.1942 года | -                                           | 7-я отдельная армия | -                                     | 55-я смешанная авиационная дивизия                  | -          |
| 01.03.1942 года | -                                           | 7-я отдельная армия | -                                     | -                                                   | -          |
| 01.04.1942 года | Приволжский военный округ                   | -                   | -                                     | -                                                   | -          |
| 01.05.1942 года | Приволжский военный округ                   | -                   | -                                     | -                                                   | -          |
| 01.06.1942 года | Приволжский военный округ                   | -                   | -                                     | -                                                   | -          |
| 01.07.1942 года | Юго-Западный фронт                          | 8-я воздушная армия | -                                     | 206-я истребительная авиационная дивизия            | -          |
| 01.08.1942 года | Приволжский военный округ                   | -                   | -                                     | -                                                   | -          |
| 01.09.1942 года | Приволжский военный округ                   | -                   | -                                     | -                                                   | -          |
| 01.10.1942 года | Приволжский военный округ                   | -                   | -                                     | -                                                   | -          |
| 01.11.1942 года | Отдельные авиационные соединения Ставки ВГК | -                   | 1-й штурмовой авиационный корпус      | 292-я штурмовая авиационная дивизия                 | -          |
| 01.12.1942 года | Калининский фронт                           | 3-я воздушная армия | 1-й штурмовой авиационный корпус      | 292-я штурмовая авиационная дивизия                 | -          |
| 01.01.1943 года | Калининский фронт                           | 3-я воздушная армия | 1-й штурмовой авиационный корпус      | 292-я штурмовая авиационная дивизия                 | -          |
| 01.02.1943 года | Калининский фронт                           | 3-я воздушная армия | 1-й штурмовой авиационный корпус      | 292-я штурмовая авиационная дивизия                 | -          |
| 01.03.1943 года | Калининский фронт                           | 3-я воздушная армия | 1-й штурмовой авиационный корпус      | 292-я штурмовая авиационная дивизия                 | -          |
| 01.04.1943 года | Резерв Ставки ВГК                           | -                   | -                                     | -                                                   | -          |
| 01.05.1943 года | Воронежский фронт                           | 2-я воздушная армия | 4-й истребительный авиационный корпус | 294-я истребительная авиационная дивизия            | -          |
| 01.06.1943 года | Воронежский фронт                           | 2-я воздушная армия | 4-й истребительный авиационный корпус | 294-я истребительная авиационная дивизия            | -          |
| 01.07.1943 года | Воронежский фронт                           | 2-я воздушная армия | 4-й истребительный авиационный корпус | 294-я истребительная авиационная дивизия            | -          |
| 01.08.1943 года | Степной фронт                               | 5-я воздушная армия | 4-й истребительный авиационный корпус | 294-я истребительная авиационная дивизия            | -          |
| 01.09.1943 года | Степной фронт                               | 5-я воздушная армия | 4-й истребительный авиационный корпус | 294-я истребительная авиационная дивизия            | -          |
| 01.10.1943 года | Степной фронт                               | 5-я воздушная армия | 4-й истребительный авиационный корпус | 294-я истребительная авиационная дивизия            | -          |
| 01.11.1943 года | 2-й Украинский фронт                        | 5-я воздушная армия | 4-й истребительный авиационный корпус | 294-я истребительная авиационная дивизия            | -          |
| 01.12.1943 года | 2-й Украинский фронт                        | 5-я воздушная армия | 4-й истребительный авиационный корпус | 294-я истребительная авиационная дивизия            | -          |
| 01.01.1944 года | 2-й Украинский фронт                        | 5-я воздушная армия | 4-й истребительный авиационный корпус | 294-я истребительная авиационная дивизия            | -          |
| 01.02.1944 года | 2-й Украинский фронт                        | 5-я воздушная армия | 4-й истребительный авиационный корпус | 294-я истребительная авиационная дивизия            | -          |
| 01.03.1944 года | 2-й Украинский фронт                        | 5-я воздушная армия | 4-й истребительный авиационный корпус | 294-я истребительная авиационная дивизия            | -          |
| 01.04.1944 года | 2-й Украинский фронт                        | 5-я воздушная армия | 4-й истребительный авиационный корпус | 294-я истребительная авиационная дивизия            | -          |
| 01.05.1944 года | 2-й Украинский фронт                        | 5-я воздушная армия | 4-й истребительный авиационный корпус | 294-я истребительная авиационная дивизия            | -          |
| 01.06.1944 года | 2-й Украинский фронт                        | 5-я воздушная армия | 4-й истребительный авиационный корпус | 294-я истребительная авиационная дивизия            | -          |
| 01.07.1944 года | 2-й Украинский фронт                        | 5-я воздушная армия | 4-й истребительный авиационный корпус | 13-я гвардейская истребительная авиационная дивизия | -          |

## Командиры
- капитан, майор, подполковник Якименко Антон Дмитриевич[2], 03.10.1941 — 08.07.1944

## Награды
За образцовое выполнение боевых заданий командования на фронте борьбы с немецкими захватчиками и проявленные при этом доблесть и мужество 427-й истребительный авиационный полк 23 октября 1943 года Указом Президиума Верховного Совета СССР награждён орденом «Красного Знамени»

## Отличившиеся воины полка
| Награда | Ф. И. О.                     | Должность                        | Звание            | Дата награждения | Примечания                                                                                           |
| ------- | ---------------------------- | -------------------------------- | ----------------- | ---------------- | --- |
|         | Богун, Арсентий Яковлевич    | лётчик                           | лейтенант         | 25.08.1943       | 25.10.1943 в одном бою совершил два тарана, уничтожил два вражеских самолёта, погиб.                 |
|         | Зотов, Матвей Иванович       | штурман полка                    | майор             | 28.09.1943       | ко времени награждения 163 боевых вылетов, 52 воздушных боя, 13 лично сбитых самолётов               |
|         | Зуев, Гавриил Прокофьевич    | заместитель командира эскадрильи | капитан           | 01.05.1943       | всего за время войны 7 лично сбитых самолётов и 2 в группе                                           |
|         | Иванов, Василий Митрофанович | командир звена                   | младший лейтенант | 04.02.1944       | ко времени награждения 101 боевых вылетов, 38 воздушных боя, 13 лично сбитых самолётов               |
|         | Кирия, Шалва Несторович      | штурман полка                    | майор             | 26.10.1944       | ко времени награждения 189 боевых вылетов, 57 воздушных боёв, 22 лично сбитых самолётов и 1 в группе |